# Antigénsodródás
Az antigénsodródás (antigéndrift, angolul: antigenic drift) a vírus génjei véletlenszerű mutációinak felhalmozódása. Ez a vírus antigénjeinek jelentős megváltozásához vezethet, ami segítheti a vírust az immunrendszer elkerülésében. Az antigénsodródás az immunitás elvesztését okozhatja, vagy a vakcinák hatástalanságát, ha azt nem az aktuálisan fertőző vírushoz készítették.

## Fordítás
- Ez a szócikk részben vagy egészben az Antigenic drift című angol Wikipédia-szócikk ezen változatának fordításán alapul.  Az eredeti cikk szerkesztőit annak laptörténete sorolja fel. Ez a jelzés csupán a megfogalmazás eredetét és a szerzői jogokat jelzi, nem szolgál a cikkben szereplő információk forrásmegjelöléseként.